# 大诏书

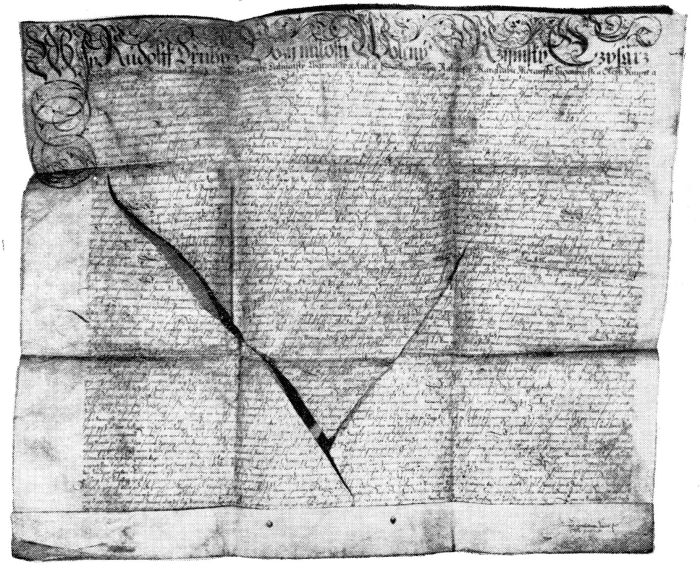
大诏书(1609)

大诏书 (1609)是一份17世纪的欧洲文件，由神圣罗马帝国皇帝鲁道夫二世 签署，保证波希米亚各州的天主教和新教教徒的宗教信仰自由。此诏书也令新教成为波希米亚的国教 另针对西里西亚宗教事务也签订了一项类似的诏书。

但是在1611年，鲁道夫突然准许他的堂弟利奥波德率领一支大约7000人的军队进攻波希米亚，遭反击的波希米亚军队驱逐出布拉格市郊，随后波希米亚各邦邀请马蒂亚斯开始了对波希米亚王国的统治。